# Lillgrund

Schematisk karta över Öresund i höjd med Malmö. Bruna områden markerar ett vattendjup på mindre än sex meter. Lillgrund är markerat med en etta. Klagshamnsudden sticker ut från kusten rakt öster om Lillgrund.

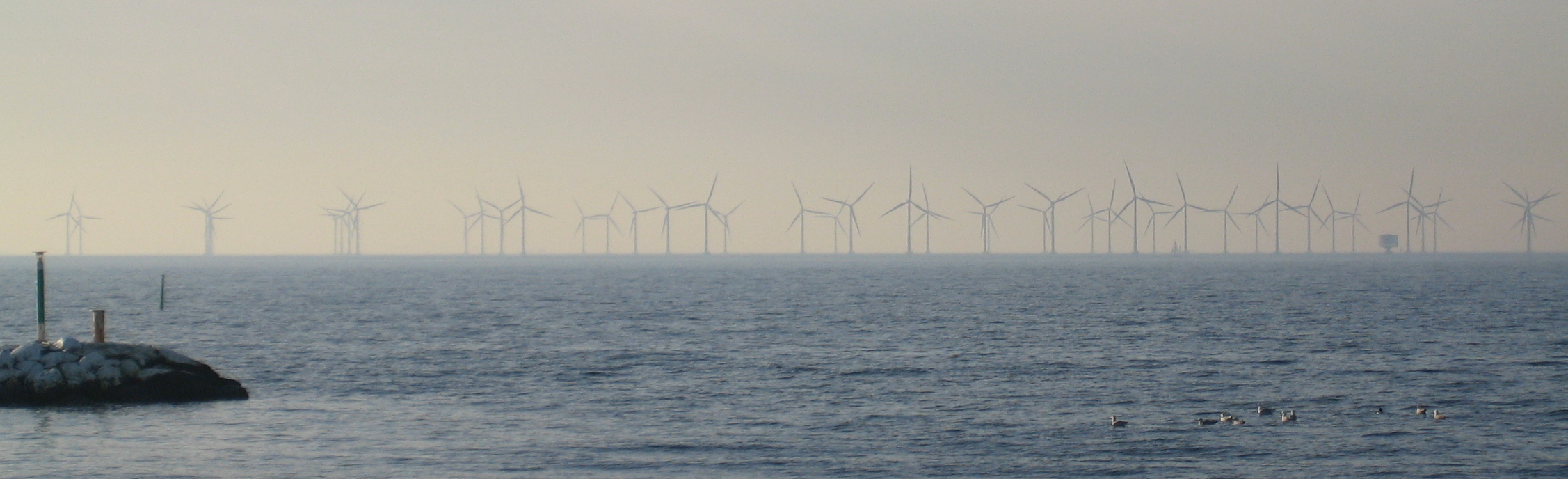
Vindkraftverken sedda från Klagshamns hamn.

Lillgrund är ett grund i södra Öresund ungefär sju kilometer väster om Klagshamn. Det lägsta vattendjupet är 1,7 meter. Just väster om grundet står fyren Flintrännan sydväst.
På Lillgrund byggdes 2007 Lillgrunds vindkraftpark.